# Береги свою косынку, Татьяна
«Береги свою косынку, Татьяна» (фин. Pidä huivista kiinni, Tatjana) — чёрно-белый фильм 1994 года финского режиссёра Аки Каурисмяки в жанре роуд-муви.

## Сюжет
Действие фильма происходит в Финляндии 1960-х годов. Два приятеля, Валто («маменькин сынок», занимающийся на дому пошивом на швейной машинке платьев для кукол, при этом всегда и везде пьющий кофе) и Рейно (автомеханик, постоянно пьющий водку — «коскенкорву»), отправляются в поездку по Финляндии на автомобиле «Волга» (который принадлежит Валто и ремонт которого только что закончил Рейно). По дороге они встречают двух подруг из СССР — Татьяну из Эстонии и Клавдию из Алма-Аты, которые едут домой. Языковой барьер несколько затрудняет общение, но самое главное — молодые люди совершенно теряются в присутствии новых знакомых. В конце концов они все четвером уплывают в Таллин — и обратно в Финляндию возвращается только один из приятелей…

## Анализ
Фильм построен по принципу двойственности, которую критик Джуди Блох считает характерной для всего творчества Аки Каурисмяки и которая, по его мнению, своими корнями уходит в двойственность Финляндии — «самой американизированной скандинавской страны, но обладающей русской душой».
Двойственность первого уровня в фильме связана с лежащим на поверхности разделением главных героев фильма на мужчин и женщин — и, соответственно, с разделением на Финляндию и СССР. Двойственность второго уровня связана с различиями финнов, представителями которых в данном случае выступают Рейно и Валто. У Рейно, к тому же, наблюдается и своя внутренняя двойственность: он почти всегда молчит, но иногда его «прорывает», как в эпизоде с рассказом про Лапландию, и он говорит не переставая. Двойственность «прорывается» в конце фильма и у Валто, когда он вдруг въезжает на своей машине в стеклянную витрину бара…

## В ролях
- Кати Оутинен — Татьяна
- Кирси Тюккюляйнен — Клавдия
- Матти Пеллонпяя — Рейно
- Мато Валтонен — Валто
- Элина Сало — портье в гостинице
- Ирма Юннилайнен — мать Валто
- Вейкко Лави — Вепа
- Пертти Хусу — Пепе
- Виктор Вассел — водитель автобуса

## Саундтреки
- The Renegades — «If I Had Someone To Dream Of»
- Вейкко Туоми — «Sabina»
- The Blazers — «Old Scars»
- Виктор Вассел — «Kun kylmä on»
- The Renegades — «Hold Me Close»
- The Regals — «Think It Over»
- The Renegades — «Bad Bad Baby»
- Хелена Силтала — «Etkö uskalla mua rakastaa»
- Вейкко Лави и Пертти Хусу — «Tanssi, Anjuska»
- The Esquires — «Muista minua»
- Пётр Ильич Чайковский — «Симфония № 6»
- The Renegades — «I’ve Been Unkind»
- The Renegades — «Girls Girls Girls»
- Георг Отс — «Mustanmeren valssi»
- Хенри Теел — «Köyhä laulaja»

## Награды
В 1995 году фильм стал лауреатом премии Jussi (главной кинематографической премии Финляндии) в двух номинациях — «лучший фильм» и «операторская работа» (Тимо Салминен).